# Mount Vernon (Missouri)
Pour les articles homonymes, voir Mount Vernon (homonymie).
La ville de Mount Vernon est le siège du comté de Lawrence, situé dans l'État du Missouri, aux États-Unis.